# ロジャーズ・アリーナ
ロジャーズ・アリーナ（Rogers Arena）はカナダ・バンクーバーにある屋内競技場。

## 概要
1995年に「ゼネラルモーターズ・プレイス（GMプレイス）」としてこけら落し。NHLのバンクーバー・カナックスの本拠地として利用されている。またかつてはNBAのバンクーバー・グリズリーズの本拠地として利用されていた。
2010年に行われたバンクーバー五輪ではアイスホッケーの会場として使用されたが、公式スポンサー以外での命名権が禁止されたため、大会期間中のみカナダ・ホッケー・プレイスに変更された。
2010年7月にカナダの大手通信企業ロジャーズ・コミュニケーションズに命名権が譲渡され「ロジャーズ・アリーナ」となった。